# Ізмірський трамвай
Ізмірський трамвай(тур. İzmir Tramvayı) — трамвайна мережа Ізміру, Туреччина. 
Належить муніципалітету Ізміра та управляється İzmir Metro A.Ş., система складається з трьох ліній: T1, відкрито 11 квітня 2017 року, T2, відкрито 24 березня 2018 року, та T3, відкрито 27 січня 2024 року.
На березень 2025 року має довжину 33,6 км та 47 станцій. 

## Історія

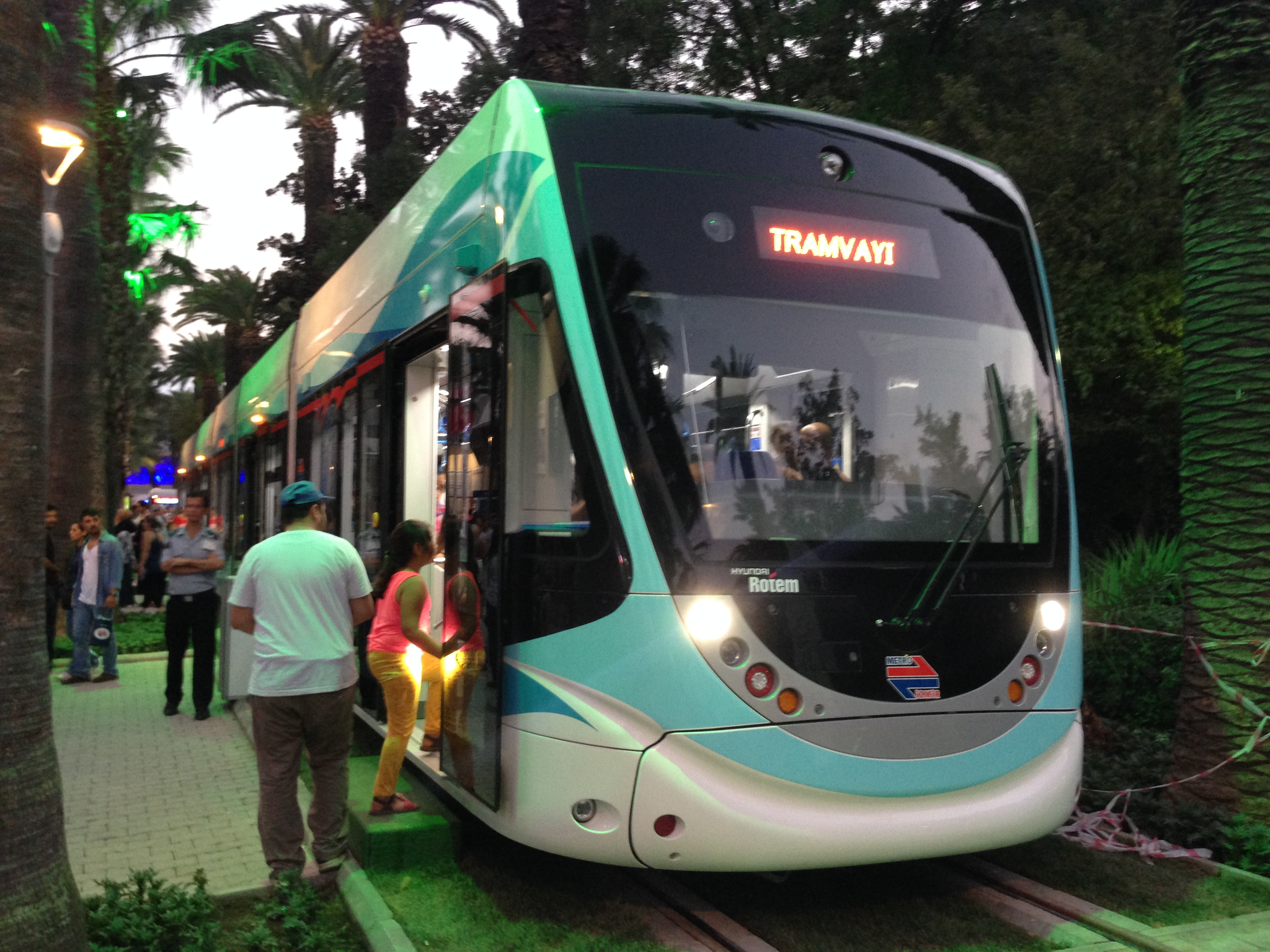
Трамвай, виставлений на Ізмірському міжнародному ярмарку 2016 року.

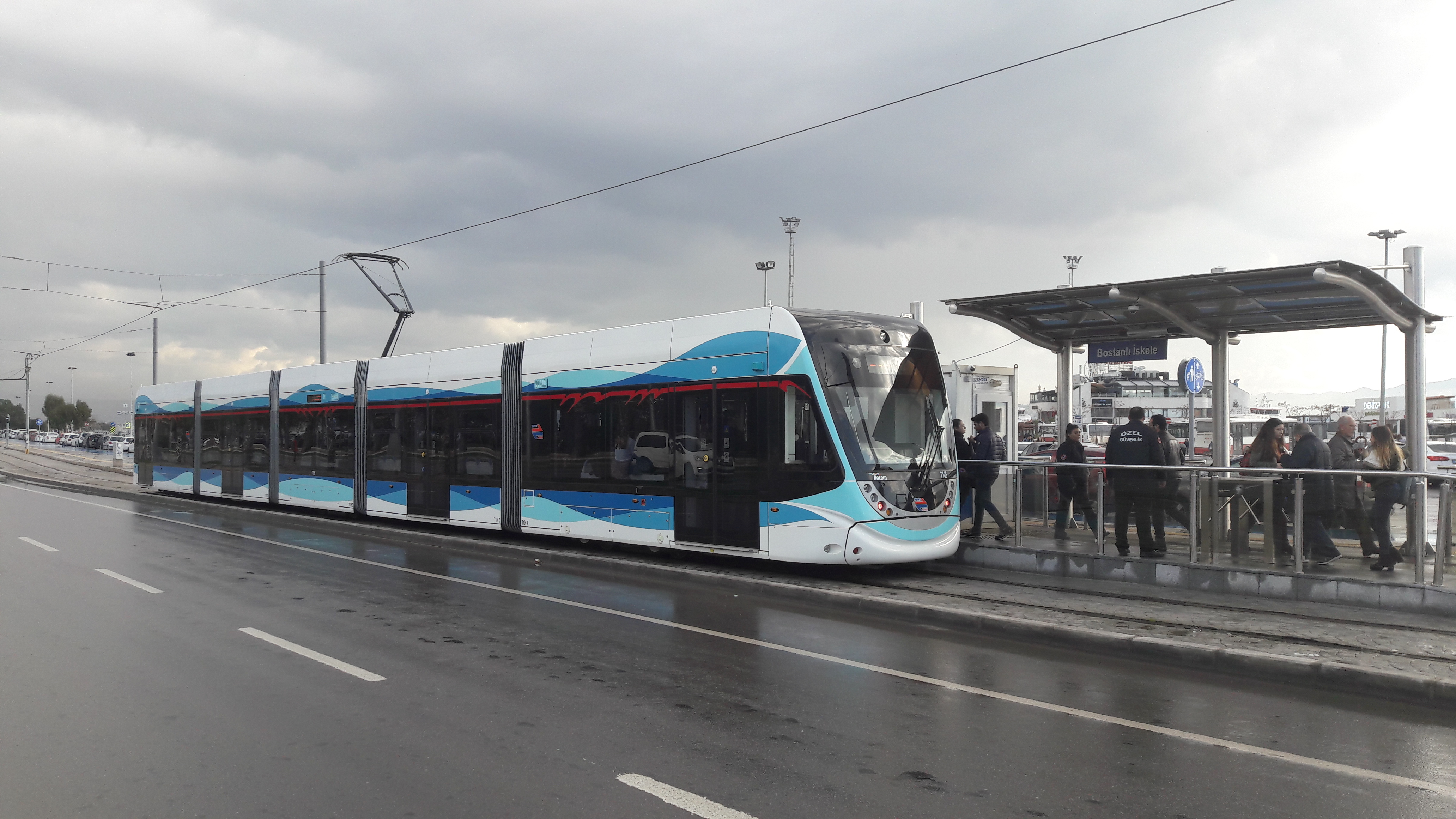
Трамвайна станція Бостанли-Іскеле

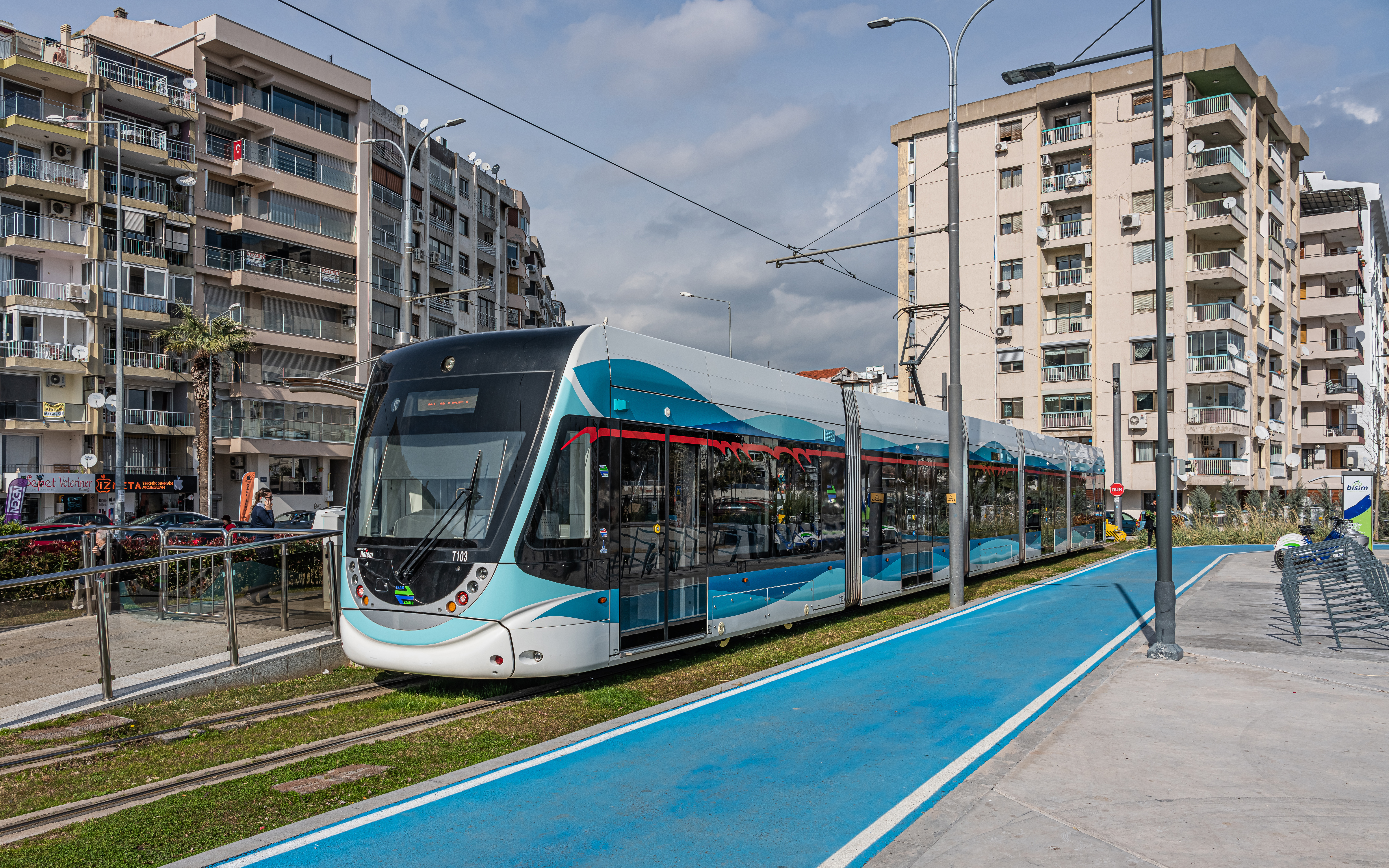
Трамвайна станція Алайбей

Першу трамвайну лінію в Ізмірі відкрито в 1890 році між Алсанджак і пірсом Пасапорт. 

Дільницю Алсанджак — Пасапорт закрито в 1956 році, а останню лініюю в Ізмірі (Конак — Пасапорт) закрито на початку 1960-х років. 
У наступні десятиліття автомобільний трафік значно зріс, і на початку 2000-х років місто страждало від заторів у центральних районах.
У 2009 році мерія оприлюднила загальний транспортний план міста. 

Проект містив будівництво трьох нових трамвайних ліній: по одній у Конаку, Каршияці та в Буджі. 
Ці три лінії мали отримати пересадки на лінії міського метро, а також на дві лінії приміської залізниці. 
Спочатку очікувалося, що будівництво розпочнеться до кінця 2011 року; однак через затримку звіту про вплив на навколишнє середовище цю дату було перенесено на 2015 рік. 

У 2013 році муніципалітет забезпечив необхідне фінансування від Міністерства розвитку та завершив системні плани у 2014 році. 

У остаточному плані трамвайну лінію Буджа видалено через тиск з боку Міністерства транспорту. 

Будівництво почалося в квітні 2015 року на трамваї Каршияка, а в листопаді 2015 року на трамваї Конак.
Перші трамваї були доставлені в 2016 році та продемонстровані на Ізмірському міжнародному ярмарку в серпні того ж року. 
Решта вагонів поставлено в лютому 2017 року. 

## Трамвайна лінія T1 Каршияка
Трамвайна лінія Каршияка має довжину 8,8 км. та має дві дистанції: Алайбей – Аташехір-Кавшаги або Зелена лінія, та  Мавішехір – Аташехір або Помаранчева лінія.
| Трамвай Каршияка Зелена лінія                                                   | Трамвай Каршияка Зелена лінія | Трамвай Каршияка Зелена лінія                | Трамвай Каршияка Зелена лінія       |
| Станція                                                                         | Платформи                     | Пересадки                                    | Примітки                            |
| ------------------------------------------------------------------------------- | ----------------------------- | -------------------------------------------- | ----------------------------------- |
| Алайбей (тур. Alaybey)                                                          | 1 острівна платформа          | İZBAN, автобус                               | прибл. 0,5 км між трамваєм та İZBAN |
| Каршияка-Іскеле (тур. Karşıyaka İskele)                                         | 1 острівна платформа          | пором, автобус                               |                                     |
| Ніках-Сараї (тур. Nikah Sarayı)                                                 | 1 острівна платформа          |                                              |                                     |
| Юнуслар (тур. Yunuslar)                                                         | 1 острівна платформа          | автобус                                      |                                     |
| Бостанли-Іскеле (тур. Bostanlı İskele)                                          | 2 берегові платформи          | пором, автобус                               | Платформи в шаховому порядку        |
| Чарши (тур. Çarşı)                                                              | 2 берегові платформи          |                                              |                                     |
| Вілаєт-Еві (тур. Vilayet Evi)                                                   | 2 берегові платформи          |                                              |                                     |
| Селджук Яшар (тур. Selçuk Yaşar)                                                | 1 острівна платформа          |                                              |                                     |
| Атакент (тур. Atakent)                                                          | 2 берегові платформи          |                                              |                                     |
| Білім-Мюзесі (тур. Bilim Müzesi)                                                | 1 острівна платформа          |                                              |                                     |
| Спортзал імені Мустафи Кемаля Ататюрка (тур. Mustafa Kemal Atatürk Spor Salonu) | 1 острівна платформа          | Автобус                                      |                                     |
| Мавишехір (тур. Mavişehir)                                                      | 1 острівна платформа          | T1 (Помаранчева лінія)                       |                                     |
| Аташехір-Кавшаги (тур. Ataşehir Kavşağı)                                        | 1 острівна платформа          | T3 (синя лінія), T3 (червона лінія), Автобус |                                     |
| Трамвай Каршияка Помаранчева лінія                                              |                               |                                              |                                     |
| Станція                                                                         | Платформи                     | Пересадки                                    | Примітки                            |
| Мавішехір (тур. Mavişehir)                                                      | 1 острівна платформа          | T1 (Зелена лінія)                            |                                     |
| Чевре-Йолу (тур. Çevre Yolu)                                                    | 2 берегові платформи          |                                              |                                     |
| Аташехір (тур. Ataşehir)                                                        | 2 берегові платформи          |                                              | Тут знаходиться депо.               |

## Трамвайна лінія T2 Конак
Трамвай Конак має довжину 12,6 км. 

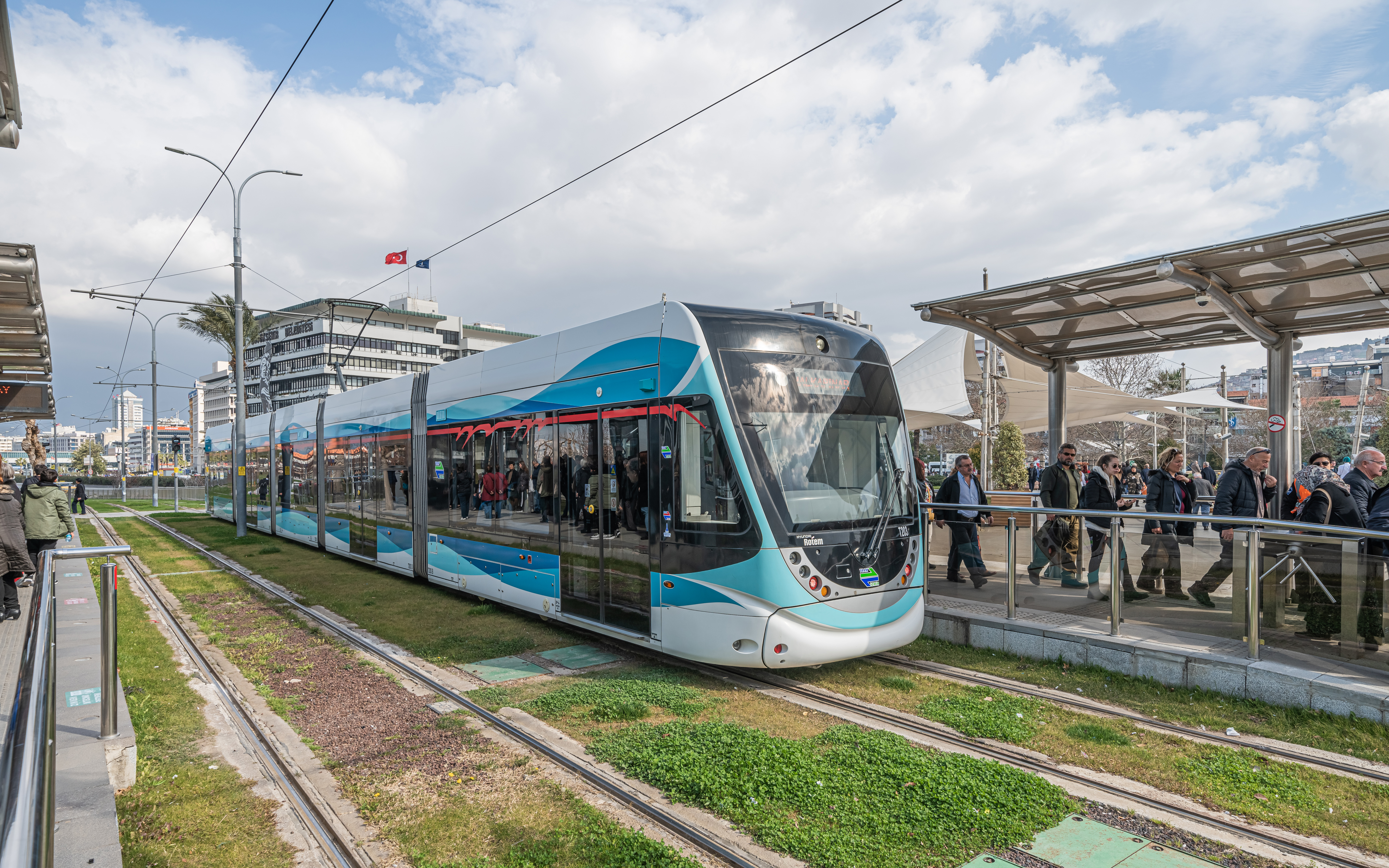
Трамвайна зупинка Конак-Іскеле

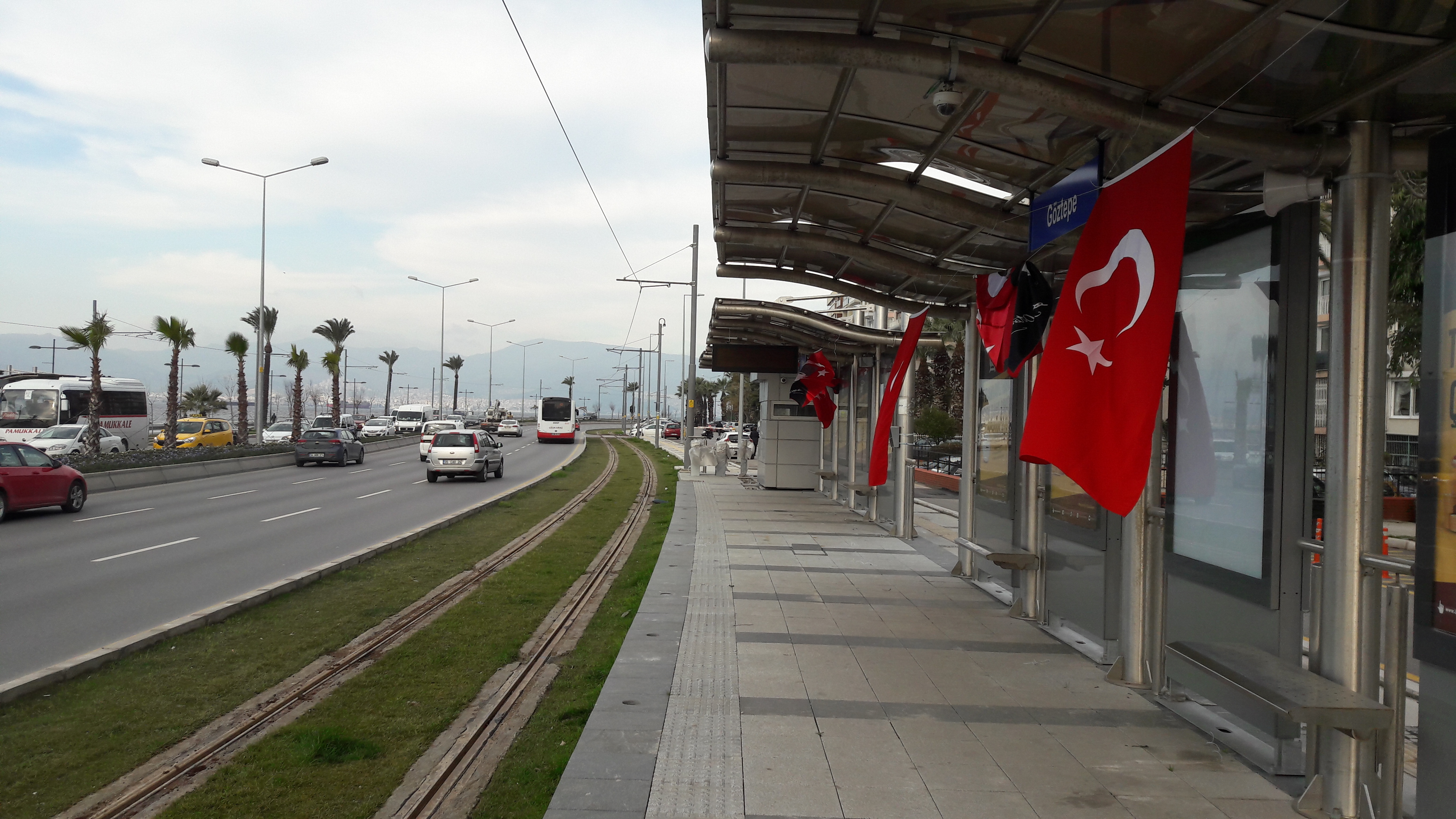
Трамвайна зупинка Гьозтепе

Лінія обслуговує 19 станцій і почала працювати 24 квітня 2018 року. 
Вся лінія двоколійна.
Колії до Галкапінар і Фахреттін-Алтай прокладені на протилежних сторонах бульвару Мустафи Кемаля Сахіла від станції Фахреттін-Алтай до станції Садик-Бей. 
Після Садик-Бея дві лінії прямують паралельно одна одній між узбережжям і бульваром Мустафи Кемаля Сахіла, що прямує на захід. 
Трамвайна дорога повертає вглиб країни на бульварі Газі, колія проходить посередині дороги. 
Потім лінія повертає на бульвар Шаїр-Ешреф, де колії прокладені на крайній лівій смузі кожного напрямку. 
Лінії розділяються повз залізничну станцію Алсанджак: лінія до Галкапінар прямує вулицею Шехітлер, а лінія до Фахреттін-Алтай прямує вулицею Лиман. 
Лінії знову зустрічаються на вулиці Шехітлер перед прибуттям до Галкапінар.
| Станція                                                                        | Платформи            | Пересадки             | Примітки                                                      |
| ------------------------------------------------------------------------------ | -------------------- | --------------------- | ------------------------------------------------------------- |
| Галкапінар (тур. Halkapınar)                                                   | 1 острівна платформа | İZBAN, Метро, Автобус | Тут знаходиться депо.                                         |
| Університет (тур. Üniversite)                                                  | 1 берегова платформа |                       | Тут зупиняються лише трамваї, які прямують до Галкапінару.    |
| Гавагази (тур. Havagazı)                                                       | 1 берегова платформа |                       | Тут зупиняються лише трамваї, що прямують до Фахреттін-Алтай. |
| Стадіон Алсанджак (тур. Alsancak Stadyumu)                                     | 1 берегова платформа |                       | Тут зупиняються лише трамваї, які прямують до Галкапінару.    |
| Станція Алсанджак (тур. Alsancak Gar)                                          | 1 острівна платформа | İZBAN, Автобус        |                                                               |
| Спортзал Ататюрка (тур. Atatürk Spor Salonu)                                   | 2 берегові платформи |                       |                                                               |
| Мечеть Гоказаде (тур. Hocazade Camii)                                          | 1 острівна платформа | Автобус               |                                                               |
| Парк культури – школа імені Ататюрка (тур. Kültürpark – Atatürk Lisesi)        | 1 острівна платформа | Автобус               |                                                               |
| Булвьар Газі (тур. Gazi Bulvarı)                                               | 2 берегові платформи | Метро, Автобус        |                                                               |
| Пірс Конак (тур. Konak İskele)                                                 | 2 берегові платформи | Пором, Метро, Автобус |                                                               |
| Караташ (тур. Karataş)                                                         | 2 берегові платформи |                       |                                                               |
| Карантіна (тур. Karantina)                                                     | 2 берегові платформи | Пором                 |                                                               |
| Кьопрю (тур. Köprü)                                                            | 2 берегові платформи |                       | Платформи в шаховому порядку                                  |
| Садикбей (тур. Sadıkbey)                                                       | 2 берегові платформи |                       | Платформи в шаховому порядку                                  |
| Гьозтепе (тур. Göztepe)                                                        | 2 берегові платформи |                       | Платформи в шаховому порядку                                  |
| Гюзельяли (тур. Güzelyalı)                                                     | 2 берегові платформи | пором                 | Платформи в шаховому порядку                                  |
| Мистецький центр Ахмеда Аднана Сайгуна (тур. Ahmed Adnan Saygun Sanat Merkezi) | 2 берегові платформи | автобус               | Платформи в шаховому порядку                                  |
| Учкуюлар (тур. Üçkuyular)                                                      | 2 берегові платформи | пором, автобус        |                                                               |
| Фахреттін-Алтай (тур. Fahrettin Altay)                                         | 1 острівна платформа | Метро, автобус        |                                                               |

## Трамвайна лінія T3 Чийлі (кільцева)
Трамвай Чийлі має довжину 12 км і обслуговує 14 станцій. 
Трамвайна лінія має 2 напрямки. Червона (зовнішня) лінія та синя (внутрішня) лінія. 

Лінію відкрито 27 січня 2024 року 

| Трамвай Чийлі Червона лінія                                          | Трамвай Чийлі Червона лінія | Трамвай Чийлі Червона лінія     | Трамвай Чийлі Червона лінія                  |
| Станція                                                              | Платформи                   | Пересадки                       | Примітки                                     |
| -------------------------------------------------------------------- | --------------------------- | ------------------------------- | -------------------------------------------- |
| Аташехір-Кавшаги (тур. Ataşehir Kavşağı)                             | 1 острівна платформа        | T1, автобус                     |                                              |
| Семра-Аксу (тур. Semra Aksu)                                         | 1 острівна платформа        | İZBAN, автобус                  |                                              |
| Старий аеропорт (тур. Eski Havaalanı)                                | 1 острівна платформа        |                                 |                                              |
| Єнімахалле (тур. Yenimahalle)                                        | 1 острівна платформа        | автобус                         |                                              |
| Лікарня Чийлі (тур. Çiğli Bölge Hastanesi)                           | 1 острівна платформа        | автобус                         |                                              |
| Ата-Санаї (тур. Ata Sanayi)                                          | 1 острівна платформа        |                                 |                                              |
| Евка 5 (тур. Evka 5)                                                 | 2 берегові платформи        |                                 | Платформи в шаховому порядку                 |
| Університет Катіпа Челебі (тур. Katip Çelebi Üniversitesi)           | 1 острівна платформа        |                                 | Тут зупиняються лише трамваї Червоної лінії. |
| İAOSB Школа Недіма Уйсала (тур. İAOSB Nedim Uysal Lisesi)            | 2 берегові платформи        | автобус                         | Платформи в шаховому порядку                 |
| Бульвар Мустафи Кемаля Ататюрка (тур. Mustafa Kemal Atatürk Bulvarı) | 2 берегові платформи        |                                 | Платформи в шаховому порядку                 |
| Дирекція İAOSB (тур. İAOSB Müdürlüğü)                                | 2 берегові платформи        | автобус                         | Платформи в шаховому порядку                 |
| Кемаль Байсак (тур. Kemal Baysak)                                    | 2 берегові платформи        |                                 | Платформи в шаховому порядку                 |
| Ніхат Каракартал (тур. Nihat Karakartal)                             | 2 берегові платформи        |                                 | Платформи в шаховому порядку                 |
| Назим-Гікмет-Ран (тур. Nazım Hikmet Ran)                             | 1 острівна платформа        |                                 |                                              |
| Аташехір-Кавшаги (тур. Ataşehir Kavşağı)                             | 1 острівна платформа        | T1 Tram (Зелена лінія), автобус |                                              |
| Трамвай Чийлі Синя лінія                                             |                             |                                 |                                              |
| Станція                                                              | Платформи                   | Пересадки                       | Примітки                                     |
| Аташехір-Кавшаги (тур. Ataşehir Kavşağı)                             | 1 острівна платформа        | T1 Tram (Зелена лінія), автобус |                                              |
| Назим-Гікмет-Ран (тур. Nazım Hikmet Ran)                             | 1 острівна платформа        |                                 |                                              |
| Ніхат Каракартал (тур. Nihat Karakartal)                             | 2 берегові платформи        |                                 | Платформи в шаховому порядку                 |
| Кемаль Байсак (тур. Kemal Baysak)                                    | 2 берегові платформи        |                                 | Платформи в шаховому порядку                 |
| Дирекція İAOSB (тур. İAOSB Müdürlüğü)                                | 2 берегові платформи        | автобус                         | Платформи в шаховому порядку                 |
| Бульвар Мустафи Кемаля Ататюрка (тур. Mustafa Kemal Atatürk Bulvarı) | 2 берегові платформи        |                                 | Платформи в шаховому порядку                 |
| İAOSB Школа Недіма Уйсала (тур. İAOSB Nedim Uysal Lisesi)            | 2 берегові платформи        | автобус                         | Платформи в шаховому порядку                 |
| Евка 5 (тур. Evka 5)                                                 | 2 берегові платформи        |                                 | Платформи в шаховому порядку                 |
| Ата-Санаї (тур. Ata Sanayi)                                          | 1 острівна платформа        |                                 |                                              |
| Лікарня Чийлі (тур. Çiğli Bölge Hastanesi)                           | 1 острівна платформа        | автобус                         |                                              |
| Єнімахалле (тур. Yenimahalle)                                        | 1 острівна платформа        | автобус                         |                                              |
| Старий аеропорт (тур. Eski Havaalanı)                                | 1 острівна платформа        |                                 |                                              |
| Семра-Аксу (тур. Semra Aksu)                                         | 1 острівна платформа        | İZBAN, автобус                  |                                              |
| Аташехір-Кавшаги (тур. Ataşehir Kavşağı)                             | 1 острівна платформа        | T1, автобус                     |                                              |

## Обслуговування
Мережа працює в режимі 24/7 з різним інтервалом. 

На лініях Каршияка та Чийлі інтервал 10 хвилин. 
На лінії Конак з понеділка по суботу інтервал 6/7,5 хвилин, а в неділю — 7,5/10 хвилин. 

У 2018 році Ізмірський трамвай перевозив 110 000 пасажирів на день. 

## Майбутній розвиток
Нова лінія Єні-Гірне — Орнеккьой перебуває на стадії тендеру. Будівництво планується розпочати на початку 2024 року.

## Інфраструктура
Мережа працює на виокремленій смузі проїзду, а також на автомобільних смугах, попри те, що останні використовуються менше, і електрифікована повітряним дротом 750 В постійного струму та складається з сигналізації керування поїздом на основі зв’язку (CBTC). 

Більша частина мережі є двоколійною, за винятком короткої дільниці пірс Каршияка — Алайбей. 
Має європейську колію 1435 мм. 
Трамваї виготовляються на заводі Hyundai Rotem в Адапазари. 
Двосторонні п'ятисекційні трамваї довжиною 32 м мають вагу 43,1 т кожен. 
Вони розраховані на 48 сидячих місць і можуть перевозити до 285 пасажирів кожен. 
Сервісна швидкість становить 24 км/год, а максимальна швидкість — 70 км/год.
Кожна станція є доступною для інвалідних візків і складається з власної платформи, відокремленої від будь-якого тротуару чи вулиці. 
На всіх діючих станціях встановлені інформаційні панелі, які в режимі реального часу показують час прибуття наступного трамваю.